# Morciano di Romagna
Morciano di Romagna är en ort och kommun i provinsen Rimini i regionen Emilia-Romagna i Italien. Kommunen hade 7 128 invånare (2018).